# Dante Polvara
Dante Polvara (Pleasantville, 21 giugno 2000) è un calciatore statunitense con cittadinanza italiana, centrocampista dell'Aberdeen.

## Carriera
Cresciuto nel settore giovanile del New York City, nel 2019 si trasferisce ai Georgetown Hoyas, con cui si mette in mostra come uno dei migliori giocatori a livello collegiale, arrivando a vincere l'Hermann Trophy. L'8 gennaio 2022 viene firmato dall'Aberdeen, con cui si lega fino al 2024; l'8 marzo 2023 passa in prestito al Charleston Battery. Rientrato all'Aberdeen, il 14 settembre prolunga con i Dons fino al 2026.

## Statistiche

### Presenze e reti nei club
Statistiche aggiornate al 17 maggio 2025.
| Stagione        | Squadra            | Campionato      | Campionato | Campionato | Coppe nazionali | Coppe nazionali | Coppe nazionali | Coppe continentali | Coppe continentali | Coppe continentali | Altre coppe | Altre coppe | Altre coppe | Totale | Totale |
| Stagione        | Squadra            | Comp            | Pres       | Reti       | Comp            | Pres            | Reti            | Comp               | Pres               | Reti               | Comp        | Pres        | Reti        | Pres   | Reti   |
| --------------- | ------------------ | --------------- | ---------- | ---------- | --------------- | --------------- | --------------- | ------------------ | ------------------ | ------------------ | ----------- | ----------- | ----------- | ------ | ------ |
| gen.-giu. 2022  | Aberdeen           | SP              | 5          | 0          | CS+CdL          | -               | -               | UECL               | -                  | -                  | -           | -           | -           | 5      | 0      |
| 2022-mar. 2023  | Aberdeen           | SP              | 3          | 0          | CS+CdL          | 0+3             | 0               | -                  | -                  | -                  | -           | -           | -           | 6      | 0      |
| mar.-giu. 2023  | Charleston Battery | USLC            | 18         | 1          | USOC            | 3               | 0               | -                  | -                  | -                  | -           | -           | -           | 21     | 1      |
| 2023-2024       | Aberdeen           | SP              | 28         | 2          | CS+CdL          | 3+3             | 0               | UEL+UECL           | 1+5                | 0+2                | -           | -           | -           | 40     | 4      |
| 2024-2025       | Aberdeen           | SP              | 11         | 0          | CS+CdL          | 4+0             | 0               | -                  | -                  | -                  | -           | -           | -           | 15     | 0      |
| Totale Aberdeen | Totale Aberdeen    | Totale Aberdeen | 47         | 2          |                 | 13              | 0               |                    | 6                  | 2                  |             | -           | -           | 66     | 4      |
| Totale carriera | Totale carriera    | Totale carriera | 65         | 3          |                 | 16              | 0               |                    | 6                  | 2                  |             | -           | -           | 87     | 5      |

## Palmarès

### Club

#### Competizioni nazionali
- Coppa di Scozia: 1

Aberdeen: 2024-2025

### Individuale
- Hermann Trophy: 1

2021